# Daniele Marantelli
Daniele Marantelli (Varese, 18 gennaio 1953) è un politico italiano.

## Biografia
Fin da giovane è esponente del Partito Comunista Italiano, con cui viene eletto consigliere comunale a Varese nel 1985 e confermato nella carica nel 1990. Dopo la svolta della Bolognina aderisce al Partito Democratico della Sinistra, con il quale viene rieletto consigliere comunale e svolge anche il ruolo di assessore.
Col PDS nel 1995 viene eletto al Consiglio regionale della Lombardia. Nel 1998 confluisce nei Democratici di Sinistra, con cui viene rieletto alle elezioni regionali del 2000 nel listino regionale a sostegno di Mino Martinazzoli. 
Nell'aprile del 2006 è stato eletto alla Camera dei deputati nella circoscrizione Lombardia 2. Durante la XV legislatura della Repubblica Italiana ha fatto parte della Giunta delle Elezioni e della VIII commissione (ambiente, territorio e lavori pubblici).
Ha poi aderito al Partito Democratico.
Alle elezioni politiche del 2008 è stato riconfermato in parlamento. Ha ricevuto rispettivamente 8 e 7 voti al terzo e quarto scrutinio per l'elezione del Presidente della Camera del 2008.
Riconfermato alla Camera dopo le elezioni politiche del 2013 nelle file del PD, ha ricevuto 6 voti al primo scrutinio per l'elezione del Presidente della Camera. Diventa successivamente Tesoriere del gruppo PD alla Camera in sostituzione di Matteo Mauri, nominato vicecapogruppo vicario. 
Nel 2015 si candida poi alle primarie del centro-sinistra per la scelta del candidato sindaco di Varese. Tuttavia per 29 voti viene sconfitto da Davide Galimberti, eletto successivamente sindaco di Varese. Con 859 voti Marantelli ottiene il 32%, dietro a Galimberti (33%) e davanti a Zanzi (21%) e De Simone (14%). Rimane parlamentare fino alla scadenza della XVII Legislatura, nel marzo 2018.
Nel PD è stato esponente della corrente democratica Rifare l'Italia (Giovani Turchi), che fa capo a Matteo Orfini.